# روابط ایران و یمن
روابط ایران و یمن پیش از اسلام و در زمان ساسانیان شروع شد. بعد از پیروزی انقلاب ۱۳۵۷ ایران با توجه به این که اکثر مردم این کشور شیعه بوده‌اند، همواره مورد توجه مقامات ایران به حساب می‌آمده‌است. حکومت آل بویه در ایران در آغاز حکومتی زیدی از نوع شیعیان یمن بود شیعیان یمن نیز پس از انقلاب، تحت تأثیر انقلاب اسلامی ایران قرار گرفته بودند به طرف ایران کشیده شدند.همچنین یمن در گذشته در بسیاری از دوره‌ها مانند دوره ساسانی تحت نفوذ حکومت ایران بوده و گاهی حاکم یمن از طرف پادشاه ایران بایستی حکم حکومتی دریافت می‌کرد.

## دوران صفوی
یمن در دوره صفویه با شاهنشاهی ایران روابط دیپلماتیک برقرار کرد.

## دوران پهلوی
روابط ایران و یمن همواره متأثر از وضعیت بین‌المللی و منطقه‌ای بوده‌است. قبل از انقلاب اسلامی در ایران، پهلوی دوم از زیدیه حمایت
نظامی می‌کرد تا در مقابل جنبش سوسیالیس ناصریست یمن جنوبی مقاومت کنند که حداقل یک جنگنده فانتوم ایرانی توسط یمن جنوبی ساقط شده‌است (خاطرات علم، جلد ششم)

## رابطه دو کشور بعد از انقلاب ۱۳۵۷
بعد از انقلاب اسلامی ایران، یمن جنوبی به رهبری علی ناصر محمد در کنار ایران قرار گرفت و روابط گسترده‌ای با ایران برقرار کرد. با آغاز جنگ ایران و عراق، یمن شمالی به رهبری علی عبدالله صالح، در کنار کشورهای حوزه خلیج فارس و یمن جنوبی به رهبری علی ناصر محمد در کنار ایران قرار گرفتند؛ و به این ترتیب روابط ایران با یمن جنوبی گسترش پیدا کرد در حالی که روابط با یمن شمالی تحت تأثیر موضع‌گیری‌های شورای همکاری خلیج فارس قرار داشت به‌طوری که در زمان جنگ ایران و عراق، علی عبدالله صالح از صدام حسین حمایت می‌کرد.
پس از پایان جنگ ایران و عراق روابط دو کشور تعریف مشخصی نداشت و با اتحاد دو یمن شمالی و جنوبی در سال ۱۹۹۰ میلادی روابط ایران و یمن همچنان تحت تأثیر سیاست‌های کشورهای شورای همکاری خلیج فارس قرار داشت. مدتی بعد دوره جدیدی از روابط ایران و یمن شروع شد و رو به بهبود گذاشت. تعداد زیادی موافقتنامه در زمینه‌های گوناگون بین دو کشور به امضاء رسید. علی عبدالله صالح در سال ۲۰۰۰ به تهران سفر کرد سپس در سال ۲۰۰۳ محمد خاتمی رئیس‌جمهور وقت ایران به صنعاء سفر کرد.

## رابطه ایران با حوثی‌های یمن
حوثی‌ها از شیعیان زیدی هستند که از نظر اعتقادی به شیعیان دوزاده امامی در ایران، عراق و لبنان نزدیک هستند، این گروه نام خود را از یکی از رهبران خود بنام بدرالدین الحوثی گرفته‌است و در حال حاضر نیز فرزند این فرد رهبری سیاسی حوثی‌ها را بعهده دارد. زیدی‌ها بیش از هزار سال در یمن قدرت سیاسی را بدست داشتند تا اینکه در کودتای سال ۱۳۴۰ علیه حکومت زیدیه در معرض خطر جدی نابودی قرار گرفتند به‌طوری که بخش زیادی از زیدیان یمن به مذهب سنی گرویدند. بعد از انقلاب اسلامی ایران این اقلیت شیعه در یمن جان گرفت و عصام العماد یکی از مفتیان سابق سنی که به شیعه گرویده، گفته‌است که اگر انقلاب اسلامی ایران نبود مذهب زیدی در یمن از بین می‌رفت.
بعد از انقلاب ایران و انتشار کتاب‌های شیعه در این کشور زیدی‌ها به مذهب زیدی خود برگشتند و ایران نه تنها موجب بازگشت زیدی‌ها به شیعه شد بلکه باعث زنده شدن فرهنگ جهادی در بین آن‌ها گردید.
حوثی‌ها بعد از وحدت دو یمن شمالی و جنوبی با تأسیس حزب الحق موجودیت خود را اعلام کردند و به یکی از مهم‌ترین نیروهای سیاسی مذهبی این کشور تبدیل شدند. از افراد اصلی این حزب سید حسین الحوثی بود که تحت تأثیر خمینی قرار داشت و در زمینه مبارزه با آمریکا و اسرائیل از خمینی تبعیت می‌کرد. این فرد در جنگ دولت با حوثی‌ها در سال ۱۳۸۲ کشته شد.

## درگیری‌های مذهبی در یمن
اختلاف بین شیعه (زیدی‌ها) و سنی یکی از موضوعات اصلی در یمن بود که باعث درگیری‌هایی بین دو طرف هم شده بود. در دهه ۱۹۸۰ حسین بدرالدین حوثی از زیدی‌ها برای مقابله با به حاشیه رانده شدن شیعیان در یمن و تحت تأثیر انقلاب اسلامی ایران در سال ۱۹۸۶ به این کشور سفر کرد. بعد از بازگشت به یمن حسین بدرالدین در سیاست‌های خود مانند مخالفت با آمریکا و اسرائیل در تبعیت از ایران قرار گرفت. در دهه ۱۹۹۰ بدرالدین به عنوان یکی از نمایندگان پارلمان یمن انتخاب شد و در نهایت در دهه اول قرن بیست و یکم رهبر جنبش حوثی‌ها شد. جنبش حوثی‌ها خیلی سریع به یک معضل برای علی عبدالله صالح تبدیل شد و صالح حوثی‌ها را متهم می‌کرد که آن‌ها در صدد سرنگونی وی هستند ولی حوثی‌ها تأکید می‌کردند که هدفشان افزایش قدرت زیدی‌های به‌طور عام است. دو طرف برای نزدیک به یک دهه با یکدیگر در جنگ بودند و هزاران نفر کشته و بی خانمان شدند. حسین بدرالدین در اولین جنگ با نیروهای ارتش علی عبدالله صالح کشته شد و برادرش عبدالمالک بدرالدین جایگزین وی شد. در سال ۲۰۰۹ درگیری بین دولت و حوثی‌ها به اوج خود رسید، حوثی‌ها به دلیل نیازشان به سلاح و مهمات و کشور قابل تکیه بیش از پیش به ایران نزدیک شدند.
در سال ۲۰۱۱ با رسیدن بهار عربی، مردم یمن در مخالفت با علی عبدالله صالح به خیابان‌ها ریختند و حوثی‌ها هم از مردم حمایت کردند و در نتیجه حکومت علی عبدالله صالح بعد از ۳۷ سال پایان یافت و معاون وی عبدربه منصور هادی به عنوان رئیس‌جمهور یمن انتخاب شد.

## طرح سرنگونی عبدربه منصور هادی
بعد از مدت کوتاهی از سقوط دولت علی عبدالله صالح، وی در صدد مقابله با عبد ربه منصور برآمد و با به‌کارگیری شبکه تحت نفوذ وی در بین نیروهای مسلح یمن و آژانس‌های اطلاعاتی یمن به حوثی‌ها پیوست تا عبد ربه را سرنگون کنند. حوثی‌ها ضمن رد مذاکرات سیاسی از وضعیت بی‌ثبات یمن استفاده کرده و با کمک تسلیحاتی و مشورتی ایران و به یمن اتحاد با علی عبدالله صالح، دست به یک پیشروی سریع زدند و در اکتبر ۲۰۱۴ صنعا پایتخت یمن را به تصرف خود درآوردند به‌طوری که عبد ربه منصور به عربستان فرار کرد. بعد از آن بود که پروازهای تهران به صنعا چهار برابر شد که حامل سلاح و مشاورین نظامی بودند. حوثی‌ها با کمک‌های تسلیحاتی که از طرف تهران دریافت کرده بودند به پیشروی‌های خود ادامه دادند و در سال ۲۰۱۵ در شرف تصرف شهر بندری عدن آخرین سنگر باقی‌مانده دولت عبدربه منصور هادی در یمن بودند. این در حالی بود که بعد از تصرف صنعا دولت قانون یمن و بسیاری از سفارتخانه‌ها به عدن منتقل شده بود و در صورتی که عدن به تصرف حوثی‌ها درمی‌آمد می‌توان گفت که یمن بدست حوثی‌ها می‌افتاد.

## عملیات توفان قاطع
در ۲۶ مارس ۲۰۱۵ عربستان سعودی و متحدینش در یک کمپین نظامی با ادعای بازگردندان ثبات به یمن عملیات توفان قاطع را شروع کردند. نیروهای تحت امر عربستان مدعی بودند که هدف از این حمله برقراری نظم و اجرای قطعنامه ۲۲۱۶ سازمان ملل و بازگرداندن دولت مستعفی منصور هادی به صنعا است. برای عربستان پذیرش یک دولت شیعه تحت نفوذ ایران قابل تحمل نبود و پیروزی حوثی‌ها در تصرف تمامی یمن را سرآغازی برای ناامنی در کشور عربستان می‌پنداشتند.

## گسترش روابط ایران با حوثی‌ها
در سال ۲۰۱۵ چند هیئت حوثی به ایران رفته و چندین توافقنامه اقتصادی بین دو طرف امضا شد. از فوریه ۲۰۱۵ ایران روزانه یک پرواز مستقیم به صنعا داشت و بر اثر توافقی بین ایران و حوثی‌ها، ایران، بازسازی بندر الحدیده در نزدیکی باب‌المندب را در دستور کار خود قرار داده بود.

### ارسال سلاح و مشاور نظامی
ایران در ابتدا از طریق دریای عرب و تنگه باب‌المندب سلاح و موشک‌های خود را حوثی‌ها ارسال می‌کرد، ولی بعد از افشای آن، و استقرار کشتی‌های آمریکایی عملاً ایران از این طریق دیگر امکان انتقال سلاح به یمن را دیگر نداشت لذا دو مسیر دیگر برای این کار انتخاب کرد یکی از طریق سومالی بود که سلاح‌های خود را از طریق دریا به سومالی و از آنجا به حوثی‌ها می‌فرستاد و مسیر دیگر از طریق کشور عمان بود که مرز زمینی طولانی با یمن دارد. نمونه‌هایی از این کمک رسانی‌ها:

#### سال ۱۳۹۴
- در اردیبهشت ۱۳۹۴ آمریکا اعلام کرد که ناو هواپیمابر یو اس ا تئودور روزولت و نام موشک انداز یو اس اس نرماندی به دریای عرب و خلیج عدن اعزام شدند و قصد دارند که راه کشتی‌های حامل سلاح ایران برای حوثی‌ها را ببندند.[۹]
- در اردیبهشت ۱۳۹۴ اوباما گفت که آمریکا به ایران دربارهٔ ارسال سلاح به یمن هشدار داده‌است. اوباما تأکید کرد: «ما به آنها گفتیم در صورتی که سلاح به گروه‌های داخل یمن داده شود ممکن است تهدیدی برای کشتیرانی ایجاد کند؛ پیام ما در این زمینه واضح و روشن بود».[۱۰]

#### سال ۱۳۹۵
- در مهر ۱۳۹۵ ایران چند محموله سلاح برای حوثی‌ها از طریق دریای عمان ارسال کرده‌است که شامل سلاح سبک و موشک بوده که یک چالش جدی برای نیروهای دریایی آمریکا در دریای سرخ می‌باشد. یک مقام آمریکایی اظهار داشت که بیشتر قاچاق اسلحه از طریق کشور عمان که مرز زمینی گسترده‌ای با یمن دارد انجام می‌گیرد.[۱۱]
- در شهریور ۱۳۹۵ جان کری وزیر امور خارجه وقت آمریکا در سفری که به عربستان داشت اظهار داشت که، ایران موشک و سلاح‌های پیشرفته به یمن ارسال می‌کند و این یک تهدید بالقوه جدی است که دامنه آن به یمن ختم نمی‌شود و فراتر از یمن می‌رود و تنها تهدید برای عربستان و منطقه نیست.[۱۲]
- در آذرماه ۱۳۹۵ بر اساس گزارش سازمان بین‌المللی کار که مقر آن در انگلیس است، کشتی‌های استرالیا و فرانسه قایق‌های بادبانی که از سومالی به یمن می‌رفته‌اند را توقیف و ضبط کرده‌اند که در آن‌ها مقادیری سلاح و مهمات ساخت ایران بوده‌است.[۱۳] در دیماه ۱۳۹۵ استرالیا گفت که تسلیحاتی که کشتی جنگی استرالیایی در ماه فوریه سال گذشته کشف کرد، شامل هزاران سلاح سبک، سلاح سبک ضد زره و موشک انداز دوش پرتاب بوده‌است که از ایران به یمن قاچاق می‌شده‌است.[۱۴]
- در بهمن ۱۳۹۵ بر اساس تحلیل مؤسسه «تحقیقات تسلیحات جنگی»، محققان بین‌المللی پس از کشف و ضبط مقادیری سلاح در فوریه و مارس سال جاری (۲۰۱۶) از لنج‌هایی در دریای عرب به یک کانال ارتباطی مشکوک دست یافته‌اند که احتمال می‌دهند، این کانال مسیری است که سلاح‌های ایران از طریق سومالی به یمن منتقل می‌شده‌است.[۱۵]
- در اسفند ۱۳۹۵ بر اساس خبری از پژوهش تسلیحات جنگ (سی اِی آر)، ایران حوثی‌های یمن را از طریق سومالی مسلح می‌کند. براساس این گزارش، ایران از طریق دریا برای حوثی‌ها اسلحه قاچاق می‌کند و محموله‌های تسلیحاتی در ابتدا وارد سومالی می‌شوند و سپس از سومالی به بنادر یمن ارسال می‌شوند.[۱۶]

#### سال ۱۳۹۶
- در اول فروردین ۱۳۹۶ شمسی ایران برای حمایت از حوثی اقدام به ارسال سلاح‌های پیشرفته و اعزام مستشاران نظامی به یمن کرده‌است.[۱۷]
- در فروردین ۱۳۹۶ بر اساس گزارش منتشر شده از مؤسسه تحقیقات تسلیحات جنگ ایران تکنولوژی‌های متعدد تسلیحاتی به یمن ارسال می‌کند و در تازه‌ترین گزارش‌ها، تهران موشک‌های هدایت شونده را در داخل پهپاد جاسازی و به یمن منتقل می‌کند.[۱۸]
- در اردیبهشت ۱۳۹۶ رویتر گزارش داد که ماه گذشته فرمانده سپاه قدس، قاسم سلیمانی، با فرماندهان سپاه پاسداران در تهران دیدار داشته و با آنان دربارهٔ تقویت نظامی حوثی یمن گفتگو کرد. در جریان این ملاقات فرماندهان سپاه پاسداران بر سر افزایش کمک‌های نظامی و مالی به حوثی‌ها با یکدیگر توافق کردند.[۱۹]
- در اردیبهشت ۱۳۹۶ یورونیوز طی خبری گزارش کرد که ایران به حوثی سلاح پیشرفته ارسال می‌کند، در این گزارش آمده‌است که قاسم سلیمانی در ملاقات با فرماندهان خارجی سپاه از آن‌ها خواسته‌است که به حوثی قدرت داده شود.[۲۰]
- در اردیبهشت ۱۳۹۶ اعلام شد که ایران از طریق عمان به حوثی‌های یمن سلاح می‌دهد. براساس این گزارش عمده ارسال اسلحه به یمن در ماه‌های اخیر از کشور عمان صورت گرفته‌است.[۲۱]

#### سال ۱۳۹۷
- ایران اقدام به صدور موشک، راکت و سیستم‌های پهپاد به حوثی می‌کند که نقض محدودیت‌های سازمان ملل محسوب می‌شود. طی ۱۸ ماه گذشته شبه نظامیان حوثی با بیش از صد موشک، اهداف مدنی و فرودگاه بین‌المللی خالد در عربستان سعودی را مورد هدف قرار داده‌اند. حمایت ایران از حوثی‌ها جنگ در یمن را طولانی‌تر می‌کند و به تراژدی انسانی در یمن می‌افزاید، آبراه‌های حیاتی را تهدید می‌کند و تلاش‌ها برای صلح پایدار را مختل می‌کند، علاوه بر این رهبری القاعده از ایران به عنوان یک مکان امن استفاده می‌کند و این موضوع بارها توسط افراط گرایان اذعان شده‌است.[۲۲]

#### سال ۱۳۹۸
- ۵۳۸ موشک زمین به هوای ساخت ایران در یک کشتی بدون پرچم از طرف سپاه پاسداران انقلاب اسلامی برای شورشیان حوثی در یمن در حال ارسال بود که در تاریخ ۹ فوریه ۲۰۲۰ توقیف شد.[۲۳]

#### سال ۱۴۰۰
- نیروی دریایی ایالات متحده آمریکا اعلام کرد که یک کشتی حامل ۴۰ تن کود شیمیایی را، که قابلیت استفاده در ساخت مواد منفجره دارد، در مسیر ایران به یمن توقیف کرده‌است. این کشتی در سال گذشته نیز در حالی که هزاران سلاح را به سمت یمن حمل می‌کرد، توقیف شده بود.[۲۴]

#### سال ۱۴۰۱
- نیروی دریایی بریتانیا در تیر ۱۴۰۱ اعلام کرد یک محموله موشک‌های پیشرفته ساخت ایران را اوایل سال ۲۰۲۲ در خلیج عمان توقیف کرده که سندی بر پشتیبانی تهران از شبه‌نظامیان حوثی در یمن است.[۲۵]
- مقامات امنیتی استان المهره در شرق یمن از توقیف یک کشتی ایرانی حامل مواد مخدر در آبان ۱۴۰۱ در بندر حدیبو در استان مجمع الجزایر سقطری خبر دادند.[۲۶]
- نیروی دریایی آمریکا در ۲۴ آبان اعلام کرد یک کشتی با ۷۰ تن سوخت موشک ارسال‌شده از ایران به یمن را توقیف کرده‌است. به گفته این نیرو میزان آمونیوم پرکلرات کشف شده در این محموله می‌تواند سوخت بیش از ۱۲ فروند موشک بالستیک میان‌برد را تأمین کند.[۲۷]
- نیروی دریایی آمریکا در دی ماه ۱۴۰۱ اعلام کرد که یک کشتی ماهیگیری را که در حال انتقال دو هزار و ۱۱۶ قبضه اسلحه کلاشنیکف از ایران به یمن بوده، توقیف کرده‌است. برد کوپر، فرمانده این نیروها در خاورمیانه گفت: «این محموله بخشی از رفتارهای همیشگی ایران برای بی‌ثبات کردن منطقه است.»[۲۸]
- نیروی دریایی فرانسه در دی ماه ۱۴۰۱ یک محموله تسلیحاتی شامل سه هزار تفنگ، بیش از نیم میلیون فشنگ و ۲۳ موشک هدایت‌شونده ضدتانک را که از ایران برای یمن ارسال شده بود، توقیف کرد.[۲۹]
- نیروی دریایی بریتانیا در ۱۱ اسفند ۱۴۰۱اعلام کرد که در ماه گذشته یک کشتی متعلق به ایران در آب‌های بین‌المللی خلیج عمان را توقیف کرده‌است. این کشتی با کمک یک هواپیمای بدون سرنشین سرویس‌های امنیتی آمریکایی شناسایی شده و توسط یک هلی‌کوپتر بریتانیایی ردیابی شد در ابتدا این کشتی سعی داشته به آب‌های ایران بازگردد اما توسط نیروی دریایی سلطنتی بریتانیا توقیف می‌شود. در این کشتی موشک‌های ضدتانک ایرانی و موشک‌های میان‌برد بالستیک کشف می‌شود.[۳۰]

### حضور نیروهای سپاه در یمن
- در فروردین ماه ۱۳۹۵ رویترز در گزارشی به نقل از مقامات آمریکایی نوشت که نیروهای نظامی سپاه در یمن حضور دارند و به آموزش حوثی‌ها مشغولند در نقشه ایران در یمن در حال گسترش است.[۳۱] در همین ماه علی محسن الاحمر معاون رئیس‌جمهور یمن گفت که در صنعا ۱۵۰ کارشناس ایرانی و لبنانی و عراقی در حمایت از حوثی‌ها حضور دارند و نبرد الحدیده را بیش از ۵۸ کارشناس ایرانی فرماندهی می‌کند که در کارگزاری مین‌های دریایی اشراف دارند.[۳۲]